# Route der Industriekultur Rhein-Main Frankfurt am Main

Logo der Route der Industriekultur Rhein-Main

Die Route der Industriekultur Rhein-Main Frankfurt am Main ist eine Teilstrecke der Route der Industriekultur Rhein-Main in der hessischen Stadt Frankfurt am Main. Das Projekt versucht Denkmäler der Industriegeschichte im Rhein-Main-Gebiet zu erschließen.

## Liste der Routen in Frankfurt am Main

### Altstadt
- Parkhaus Hauptwache
- Eiserner Steg
- Otto Hahn Denkmal

### Bahnhofsviertel
- Holbeinsteg
- Herkuleskran

### Bockenheim
- Bockenheimer Depot
- Europaturm
- Frankfurter Feldbahnmuseum
- Bauersche Schriftgießerei
- E-Werk Bockenheim
- Neue Börse
- Wasserturm I.C.G.A.
- Ehemalige Druckerei Dondorf

### Bornheim
- Bornheimer Depot

### Flughafen
- Flughafen Frankfurt Main

### Gallus
- Technische Sammlung Hochhut
- Adlerwerke
- Hauptbahnhof Frankfurt am Main
  - Empfangsgebäude
  - Bahnsteighallen
  - Gleisfeld und Zentralstellwerk „FPF“
  - S-Bahn Ausbesserungswerk
- Hellerhofsiedlung
- Eisenbahndenkmal
- Wasserturm der DB

### Griesheim
- Industriepark Griesheim
  - Arbeitersiedlung
  - Carbonwerk
  - Deponie
  - Fabrikgebäude
  - Kraftwerk
  - Laborgebäude
  - Neuklassizistischer Turm
- Recyclingfabrik Frankfurt
- Staustufe Griesheim

### Gutleut
- Flusshafen Gutleuthof
- Briefzentrum
- Heizkraftwerk West
- Entladeanlage und Verwaltungsgebäude des Heizkraftwerkes
- Druckwasserwerk am Westhafen
- Main-Neckar-Brücke (Gutleut, Niederrad/Sachsenhausen)
- Prüfamt E-Werk
- Villa Kleyer
- DGB-Haus

### Hausen
- Brotfabrik

### Heddernheim
- Müllheizkraftwerk – Abfallverbrennungsanlage Nordweststadt

### Höchst
- Bahnhof Frankfurt-Höchst
- Bolongaropalast
- Bruno-Asch-Anlage
- Eisenbahnbrücken an der Königsteiner Straße
- Fußgängersteg über die Nidda („Seufzerbrücke“, „Gaasebrickelsche“)
- Höchster Hafen
  - Alter Hafenkran an der Niddamündung
  - Verladekran am Mainufer
- Höchster Porzellanmanufaktur
- Industriepark Höchst
  - Kasinogebäude
  - Mosaik am Tor Ost
  - Technisches Verwaltungsgebäude der Hoechst AG (Peter-Behrens-Bau)
  - Versuchsfärberei
- Mainfähre Höchst

### Innenstadt
- Frankfurter Wertpapierbörse
- Philipp Reis Denkmal
- Ehemalige Brauerei Henrich

### Nied
- Eisenbahnbrücke Nied
- Eisenbahnersiedlung

### Niederrad
- Jakob Rapps Brunnenbau
- Druckerei Heinrich
- Ehemalige Schleuse Niederrad
- Klärwerk Niederrad
- Kraftwerk Niederrad

### Nordend
Ost
- Wasserpark

West
- Hessischer Rundfunk

### Ostend
- Großmarkthalle (Frankfurt)
- Industriestadt Osthafen
- Deutschherrnbrücke
- Stellwerk Großmarkthalle
- Brücken Hanauer Landstraße
- Farbenmühle AllessaChemie
- Kraftwerk AllessaChemie
- Honsellbrücke mit nördlicher Rampe
- Schmickbrücke
- Osthafen – Unterhafen
- Staustufe Offenbach
- Containerterminal
- Schwedlersee
- Kontorgebäude
- Naxoshalle
- Künstlerhaus Mousonturm
- Werkstattgebäude Sandweg
- Röderberg Brauerei
- Hafenkran Weseler Werft
- Kräne Ruhrorter Werft
- Asphaltwerk
- Thyssen Krananlage
- Kampffmeyer Mühlen
- Betonwerke Dykerhoff + Waibel
- Raab-Karcher-Markt
- Union-Brauerei

### Rödelheim
- Sinn-Uhren
- Ehemalige Deutsche Vereinigte Schuhmaschinenfabrik
- Farben Schmidt
- Günter & Co.
- Kelterei Possmann
- Stadtbahn-Zentralwerkstatt
- Wasserturm

### Sachsenhausen
Nord
- Museum für Kommunikation
- Südbahnhof
- Der Hafenarbeiter an der Friedensbrücke
- Ehemaliges Straßenbahndepot
- Ehemalige Stempelfabrik
- Verwaltung der Bebraer Bahn und Wohnhäuser
- Mühlbruchsiedlung

Süd
- Stadiondach der Commerzbank-Arena
- Bahnhofsgebäude Sportfeld
- Wasserwerk Goldstein
- Ehemalige Ölfabrik P.P. Heinz (Philipp Peter Heinz)
- Hochbehälter Boehlepark
- Binding-Brauerei
- Henninger-Turm
- Villa Henninger
- Villa Schubert
- Ehemalige Seilerei Reutlinger

### Schwanheim
- Wasserwerk Hinkelstein
- Verkehrsmuseum Frankfurt am Main mit Stationsgebäude der ehemaligen Frankfurter Waldbahn
- Trimodalhafen im Industriepark Höchst

### Sindlingen
- Jahrhunderthalle
- Klärwerk Sindlingen
- Villa Meister
- Werksbrücke West

### Unterliederbach
- Heimchen
- ICE-Waschanlage

### Westend
Nord
- I.G.-Farben-Haus
- Umspannwerk Nord

Süd
- Frankfurter Messe
- Festhalle
- Messehalle 3
- Hammering Man

### Zeilsheim
- Kolonie